# マリ・キビニエミ
マリ・ヨハンナ・キビニエミ（Mari Johanna Kiviniemi、1968年9月27日 - ）は、フィンランドの政治家。元フィンランド中央党党首。フィンランド共和国首相（第62代）。

## 来歴

### 生い立ち
西スオミ州南ポフヤンマー県セイナヨキで養鶏を営む家に出生、同県の農村で育った。ヤラスヤルヴィのハイスクール在籍時には交換留学生として1年間ドイツで過ごした。1988年にヘルシンキ大学に入学、経済学を勉強し、後に夫となる男性と出会う。1996年に結婚し、2人の子供を儲けた。
1991年に国会（エドゥスクンタ）議員選挙に立候補するも落選、スウェーデン中央党学生連合幹事長に就任する。
社会科学で修士を取得。その後1995年に再び国会議員選挙に立候補、南ポフヤンマー県選挙区で9,350票を獲得して当選した。

### 国会議員

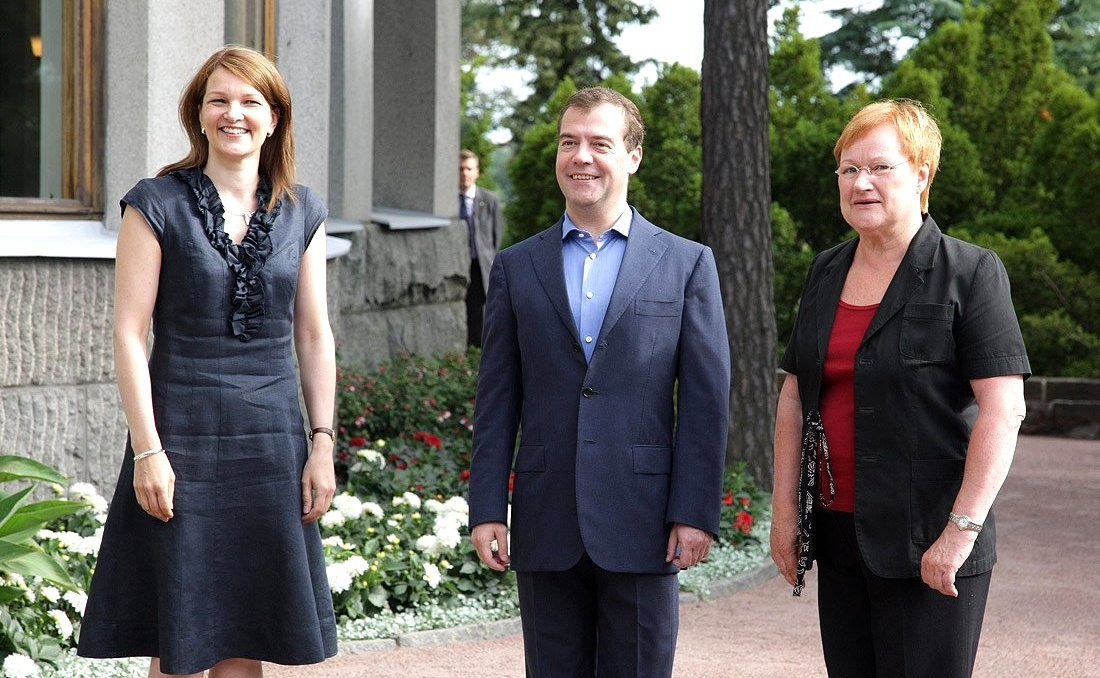
左からキビニエミ、ロシアのドミートリー・メドヴェージェフ首相、フィンランドのタルヤ・ハロネン大統領（2010年7月21日）

2003年に副党首に就任。2004年はマッティ・ヴァンハネン首相補佐官を務める。2005年に産休を取った貿易・開発相の代理を6か月務める。2007年に地方行政担当大臣として本格的な入閣を果たした。
2010年1月にマッティ・ヴァンハネン首相が健康問題を理由に退任したため、中央党党首に就任。6月にタルヤ・ハロネン大統領から首相に指名され、再び国家元首と首相が女性となった。しかし、翌年6月の総選挙で中央党は大敗北を喫し、第4党に転落。代わって第1党になった国民連合党のユルキ・カタイネン党首に首相職を明け渡した。

### その他
フィンランド語はもちろん、スウェーデン語や英語も流暢に話す。
趣味はクラシック音楽でピアノとフルートを操る。他にもジョギング、スキー。夏はバナヤベシ湖のダーチャで過ごす。